# Ernesto Peltzer
Ernesto Peltzer (geboren als Ernst Peltzer 16. Mai 1901 in Stolberg (Rheinland); gestorben 5. September 1975 in Deutschland) war ein deutsch-venezolanischer Ökonom und Hochschullehrer.

## Leben
Ernst Peltzer stammte aus der weit verzweigten Familie Peltzer, seine Eltern waren Fabrikanten. Er besuchte das Goethe-Gymnasium Stolberg und begann eine Ausbildung an der Fachschule für Metallbearbeitung in Aue (Sachsen), die er aus gesundheitlichen Gründen aufgeben musste. Ab 1922 studierte er Rechtswissenschaften und Nationalökonomie an den Universitäten Bonn, München und Freiburg im Breisgau und machte 1925 in Freiburg die Prüfung zum Diplom-Volkswirt. 1930 wurde er an der Universität Hamburg bei Eduard Heimann promoviert. 1930 heiratete er Edith Landau, die im NS-Staat wegen ihrer jüdischen Herkunft verfolgt wurde.
Nach einem längeren Kuraufenthalt in der Schweiz arbeitete er von 1932 bis 1934 mit einem Stipendium der Rockefeller Foundation in einem Forschungsprojekt zur gegenwärtigen Handelspolitik bei Herbert von Beckerath von der Universität Bonn und Arnold Wolfers von der Hochschule für Politik Berlin. Unter dem Eindruck der Judenverfolgung zog Peltzer 1935 nach Madrid, wo er eine Dozentur am Instituto de Estudios Internacionales y Económicos erhielt. Er schrieb von dort noch zwei Beiträge in Der Deutsche Volkswirt. 1938 forschte er in der Schweiz am Genfer Hochschulinstitut für internationale Studien bei Wilhelm Röpke zur Desintegration der internationalen Wirtschaftsbeziehungen und befasste sich theoretisch mit der im Raum stehenden Entwicklungsökonomik.
Peltzer erhielt 1939 ein Stellenangebot des venezolanischen Außenministeriums als ökonomischer Regierungsberater und als Dozent an der Diplomatenschule in Caracas und zog nach Venezuela. 1941 wurde er zum Chef der Wirtschaftsforschungsabteilung der Banco Central de Venezuela ernannt. Er blieb als Berater mit der Zentralbank verbunden, auch nachdem er 1952 zum Professor für Wirtschaftswissenschaften an die Universidad Central de Venezuela berufen wurde.
Peltzer starb 1975 beim Besuch seines in Deutschland lebenden Bruders.

## Schriften (Auswahl)
- Der reale Kapitalzins und der Darlehenszins : zur Frage der Beziehungen zwischen Kapital, Kreditschöpfung, Zins und Preisniveau. Jena: G. Fischer, 1932
- Ensayos sobre economía. Caracas: Banco Central de Venezuela, 1965
- Das Währungsproblem Venezuelas im Lichte der wirtschaftlichen Integration Lateinamerikas. In: Venezuela. Zu͏̈rich, 1968, S. 121–138